# Mariano Otero
Pour les articles homonymes, voir Otero.
 (décembre 2019).
 (novembre 2024).
Il peut être nécessaire de l'améliorer pour respecter le principe de neutralité de point de vue. Veuillez consulter la page de discussion pour plus de détails.

Mariano Otero, né à Madrid le 11 août 1942 et mort à Rennes le 9 juillet 2019, est un peintre espagnol.
Il est aussi sculpteur, auteur de sérigraphies et de très nombreuses affiches, souvent militantes.
Son œuvre, figurative, accorde une grande place à la représentation de la femme (portraits, nus, femmes au café, baigneuses, danseuses de tango...). D'autres thèmes sont également très présents dans son oeuvre: les scènes de café, le tango, les natures mortes.

## Biographie

### Famille
Mariano Otero est né à Madrid en août 1942, il est le fils d'Antonio Otero Seco, écrivain, poète et journaliste espagnol.
Son père, républicain, est contraint de s'exiler en France en 1947 pour fuir le régime franquiste. Mariano, sa mère, son frère Antonio et sa sœur Isabel ne rejoignent leur père qu'en 1956 à Rennes où celui-ci est professeur d'espagnol à l'Université de Rennes 2.
Mariano Otero épouse Marie-Alice Villeneuve qui sera son modèle privilégié. De leur union naissent deux filles : Olga et Maruja.
Mariano Otero meurt à Rennes le 9 juillet 2019,.
Un hommage lui est rendu, le 15 juillet 2019, au crématorium de Vern-sur-Seiche, en présence notamment de Patrick Le Hyaric, directeur du journal L’Humanité, Thierry Dobé, galeriste de la galerie Vue sur mer, ou encore Sylvie Mallet, ancien maire de Dinard.

### Formation
Élève à l'École régionale des Beaux-Arts de Rennes de 1957 à 1962, Mariano Otero obtient le Diplôme national de Peinture à Paris en 1962.
Il y rencontre Clotilde Vautier qui épousera son frère Antonio Otero. Ils fondent ensemble « l'Atelier des Trois », et exposent dans plusieurs galeries en Bretagne.

### Expositions
Mariano Otero n'a jamais cessé de peindre et d'exposer, en France, en Espagne et dans de nombreux pays. Parmi ses expositions les plus importantes, on peut citer: Paris (expositions annuelles de 1995 à 2008), Madrid (1991, 1992, 1994, 1995, 1998), Londres (1995), Bruxelles (1997), New York (2000), Jersey (2005), Marseille (2021).
À partir de 1992, il a exposé tous les ans à la galerie Vue sur Mer à Dinard (Bretagne).
En 1996, ses tangos sont à l'honneur au festival Étonnants voyageurs à Saint-Malo. C'est à cette occasion qu'il rencontre l'écrivain marseillais Jean-Claude Izzo qui évoquera l'une de ses œuvres dans son roman Le soleil des mourants paru en 1999.
En 1993, une rétrospective marquant ses trente ans de peinture lui est consacrée à Saint-Grégoire (Bretagne), ville pour laquelle il a réalisé une Marianne monumentale ornant l'hôtel de ville.
Durant l'été 2012, la ville de Dinard organise l'exposition Mariano Otero. De Madrid à Dinard, qui retrace 50 années de peinture.
Du 27 mai au 1er décembre 2023, le musée des Beaux-Arts de Vannes lui consacre une rétrospective qui sera prolongée un mois tant l'affluence est importante,,.
Les musée des Beaux-Arts de Rennes et de Vannes exposent chacun dans leur collection permanente une huile sur toile (Portrait de ma mère, réalisée vers 1962, et Graziella au café, réalisée en 1977).
Mariano Otero fut également le créateur et le président de la Biennale de Saint-Grégoire de la ville de Saint-Grégoire, qui, depuis 1987, décerne chaque année trois prix à des œuvres qui reflètent une peinture contemporaine rigoureuse et de qualité et dont le jury est composé de professionnels du monde de l'art.

## Militantisme
Mariano Otero fut membre du parti communiste d'Espagne de ses 20 ans à sa mort.
Artiste engagé, il soutint de nombreuses causes, notamment avec le mouvement de la Paix.
Très attaché à la promotion de la culture espagnole et à la mémoire de la guerre civile espagnole (1936-1939) et de l'exil républicain, Mariano Otero a fondé le Circulo Español de Rennes (1973), puis le Centro Cultural Español de Rennes (1999) qu'il a présidé pendant sept ans.